# Triplectides cephalotes
Triplectides cephalotes är en nattsländeart som först beskrevs av Walker 1852.  Triplectides cephalotes ingår i släktet Triplectides och familjen långhornssländor. Inga underarter finns listade i Catalogue of Life.